# Aeroporto di Bologna
L'Aeroporto di Bologna "Guglielmo Marconi" (IATA: BLQ, ICAO: LIPE), intitolato al fisico e inventore Guglielmo Marconi, dista circa 8 km dal centro di Bologna. È il principale scalo dell'Emilia-Romagna e uno dei principali aeroporti in Italia, in costante crescita grazie alla sua posizione geografica strategica rafforzata dalle linee di alta velocità ferroviaria.
Conosciuto anche come aeroporto di Borgo Panigale (o Bologna-Borgo Panigale) dal nome del quartiere in cui è situato, è gestito dalla Aeroporto Guglielmo Marconi di Bologna S.p.A., società a parziale partecipazione pubblica locale, quotata alla Borsa di Milano.
Nel 2024 con 10.764.687 passeggeri, è stato il settimo aeroporto italiano per traffico passeggeri superando per la prima volta i 10 milioni. I passeggeri su voli nazionali sono stati 2.657.532, in crescita del 9,0% sul 2023, mentre i passeggeri su voli internazionali sono stati 8.107.155, in aumento del 7,8% sul 2023. I movimenti aerei annuali sono stati 77.650, in crescita del 5,3% sul 2023. Le merci trasportate per via aerea sono state 45.466 tonnellate in crescita del 10,4% sul 2023. Le destinazioni più trafficate sono state Catania, Tirana, Barcellona, Palermo, Parigi Charles de Gaulle, Madrid, Istanbul, Londra Heathrow, Bucharest, Francoforte.
Il mese di Agosto 2024, con 1.119.370 passeggeri, ha rappresentato il record assoluto per il Marconi di Bologna. Domenica 30 Giugno 2024 è stata la giornata più trafficata nella storia dello scalo, con 43.266 passeggeri tra arrivi e partenze.
Lo scalo bolognese è collegato a 91 destinazioni, di cui 14 nazionali, 76 internazionali e 1 intercontinentale, servite da oltre 40 compagnie aeree. Il Marconi è una delle quattro destinazioni italiane di Emirates servita da un volo diretto giornaliero per Dubai. Dal 21 Giugno 2025 Bologna sarà la prima destinazione italiana ad essere servita dal nuovo Airbus A350-900.

## Storia

### XX secolo

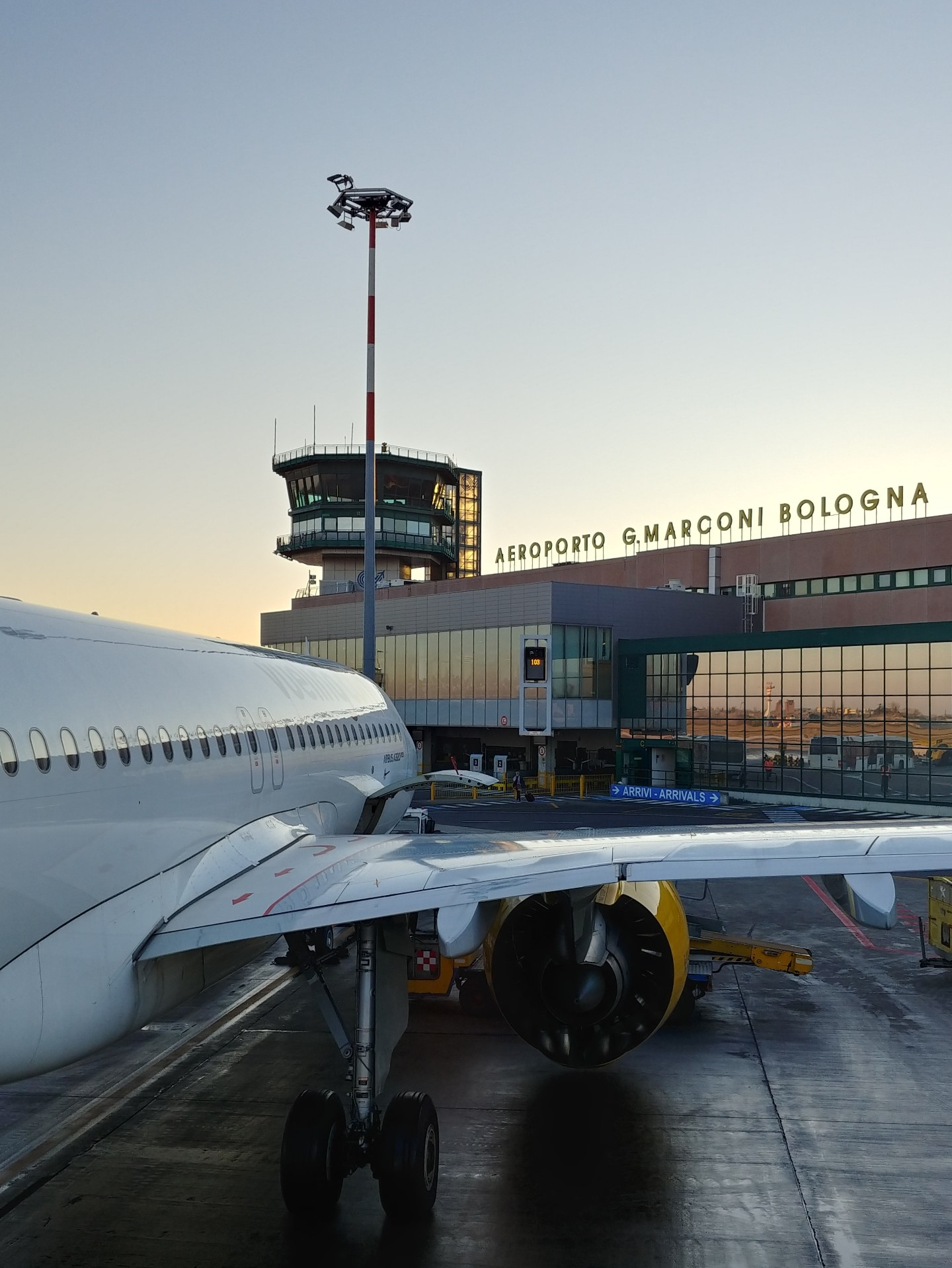
La Torre di controllo e il Terminal passeggeri visti dal piazzale

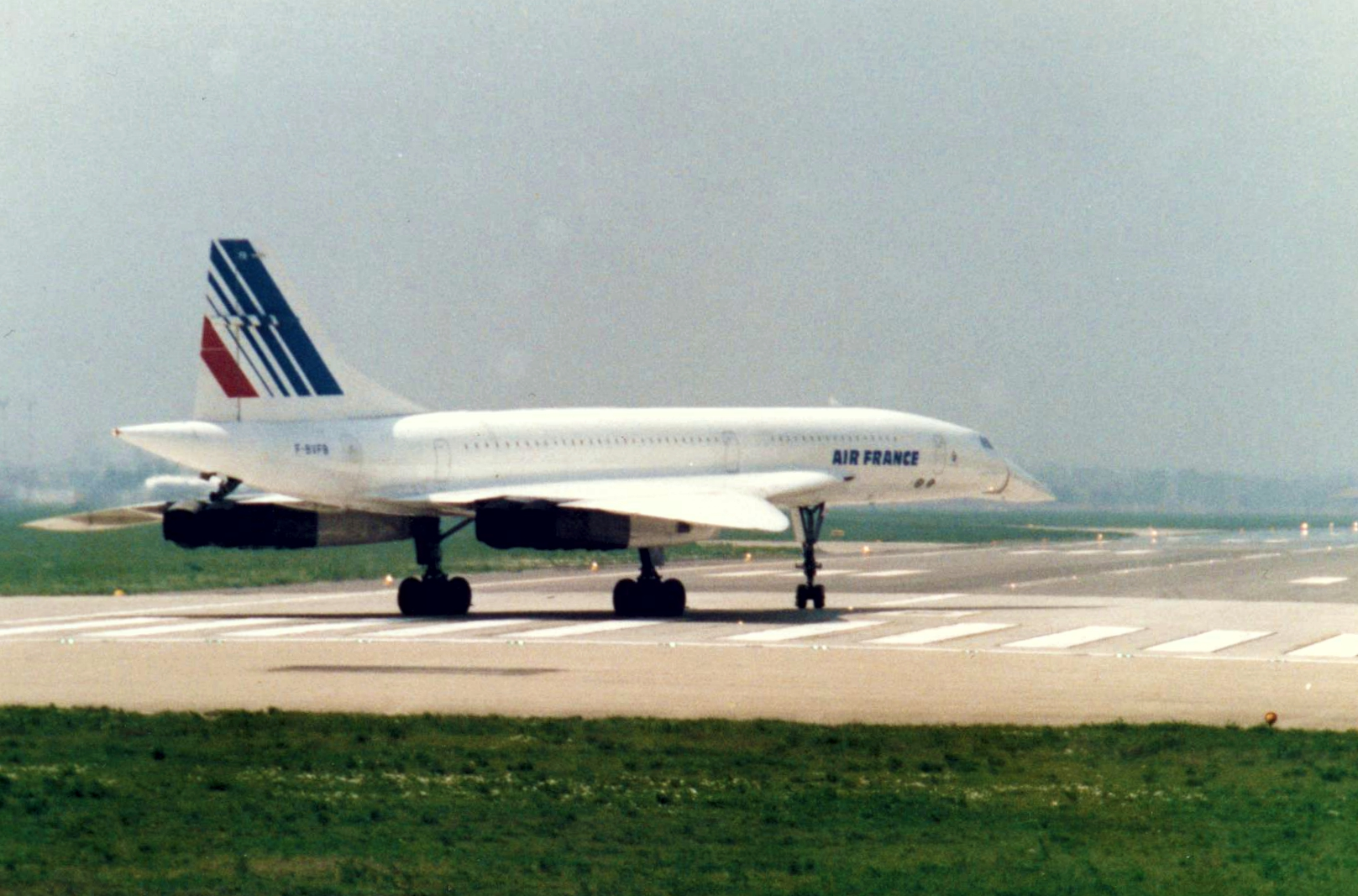
Un Concorde Air France in fase di decollo nel 1987

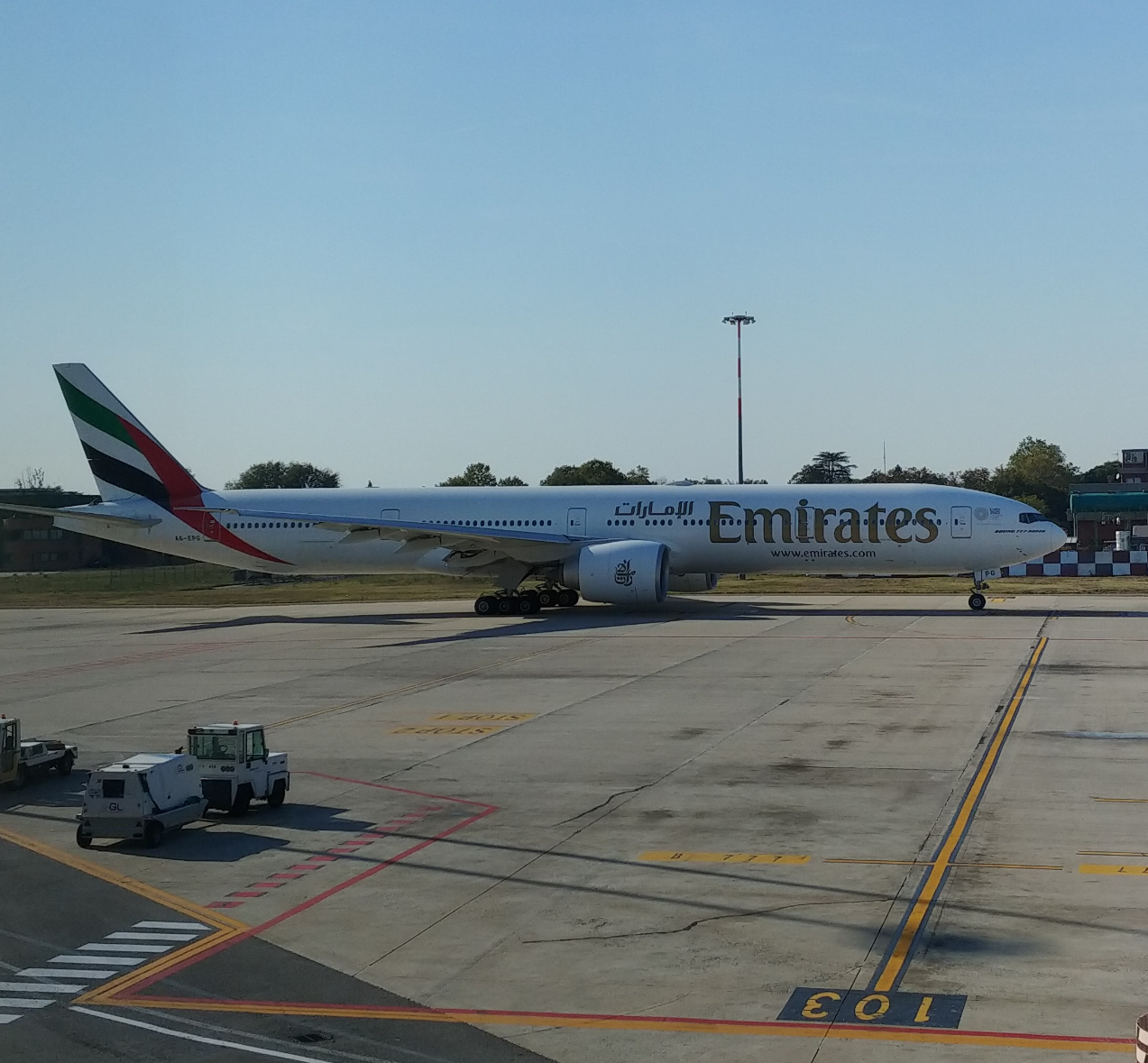
Un B777-300ER Emirates impiegato sulla rotta giornaliera Bologna - Dubai

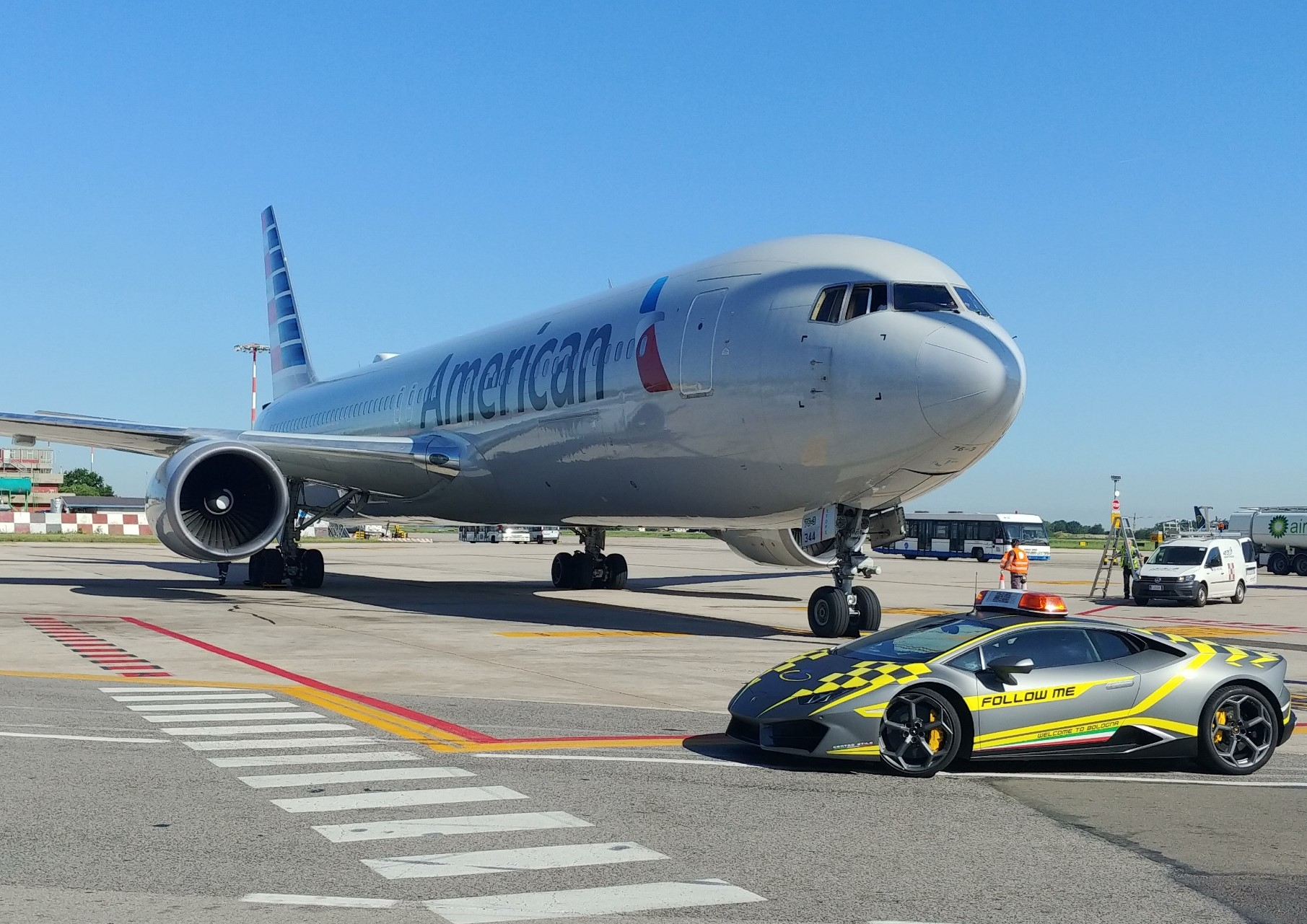
Un B767-300ER American Airlines impiegato sulla rotta Bologna - Philadelphia operata nell'estate 2019

L'aeroporto è stato inaugurato nel 1933 ma si trovava leggermente decentrato rispetto alla costruzione attuale. Sorgeva, infatti, 500 metri più a ovest, in un'area che oggi è stata adibita a servizi. Quell'aeroporto, intitolato a Fausto Pesci, restò attivo fino agli anni Settanta, quando fu inaugurato il Guglielmo Marconi, perché era ormai diventato piccolo e inadeguato alle esigenze cittadine.
Nel 1987 atterrò a Bologna un Concorde F-BVFB proveniente da Parigi. L'aeromobile fu noleggiato per l'occasione da un'azienda di Modena per i suoi dipendenti. Tra il 1987 e il 1988 il Concorde sarebbe ritornato a Bologna altre 2 volte.
Il 2 luglio 1990 sia Air France che Lufthansa avviarono le tratte giornaliere verso Parigi e Francoforte. Negli anni successivi venne completato il terminal e aumentarono le linee sia regolari sia charter.

### XXI secolo
Nell'estate del 2004 lavori per l'allungamento della pista dell'aeroporto la portarono a raggiungere i 2,8 km.
A luglio 2008 la compagnia aerea low cost Ryanair decise di trasferire tutti i voli internazionali dall'aeroporto "Luigi Ridolfi" di Forlì a quello di Bologna. Nel 2009, dopo l'abbandono definitivo di Forlì da parte di Ryanair, venne aperta una base a Bologna. Ciò ha portato ad una notevole crescita del volume dei passeggeri dal 2009 in avanti, a discapito dell'aeroporto forlivese, chiuso nel 2013 (ma riaperto nel 2020).
L'Aeroporto di Bologna è stato insignito dell'ACI Europe Best Airport Awards per l'anno 2009 nella categoria aeroporti da 1 a 5 milioni di passeggeri.
Alla luce dell'aumento di passeggeri registrato, l'aeroporto ha effettuato fra il 2011 e il 2013 interventi di riqualifica e ampliamento del Terminal, con un investimento totale di € 26 milioni. La superficie del Terminal è stata estesa di circa 5000 m². È stata creata un'unica area check-in con 64 banchi raccolti in 3 isole e realizzati 3 pontili per l'imbarco dei passeggeri. È stato inoltre realizzato un nuovo impianto di smistamento bagagli BHS, che permette una capacità oraria di 2 500 bagagli e 10 milioni di passeggeri all'anno. L'area dedicata alle attività commerciali è stata aumentata, passando da 29 a 35 negozi.
L'aeroporto di Bologna è uno dei quattro aeroporti italiani scelti da Emirates per i collegamenti diretti giornalieri fra Italia e Dubai serviti da un Boeing 777-300ER, dal 21 Giugno 2025 l'aeromobile che opererà la rotta sarà il nuovo A350-900 diventando così la prima destinazione italiana servita dal nuovo aereo.
Nel 2019 è stato approvato il nuovo piano di sviluppo (2019-2023). Nel gennaio 2020 è stata inaugurata la nuova piazzola de-icing di 29000 m² per lo sghiacciamento degli aeromobili, nel gennaio 2021 si sono conclusi i lavori per la realizzazione di una nuova area cargo composta da un hub logistico DHL di 15000 m². Nella primavera del 2021 è stato concluso l'ampliamento del parcheggio P-Express e nell'estate 2023 si sono conclusi i lavori per la costruzione di un nuovo piazzale aeromobili. Nell'estate 2024 è stata ampliata e modificata la viabilità di accesso al Terminal. Nella primavera 2025 si sono conclusi i lavori di restyling e ampliamento dell'area partenze, controllo passaporti e controlli di sicurezza con l'installazione di nuove macchine radiogene di ultima generazione, più efficaci e rapide.
Sono in corso lavori di restyling e ampliamento della sala imbarchi Schengen, dell'aerea arrivi Extra-Schengen e controllo passaporti. Nell'inverno 2023-2024 sono iniziati i lavori per la costruzione di un nuovo parcheggio multipiano da 2.200 posti auto ad Est del sedime aeroportuale; il primo lotto del nuovo parcheggio sarà aperto al pubblico l'1 Agosto 2025 mettendo a disposizione 1.100 nuovi posti auto. Nell'estate 2025 inizieranno i lavori per il completo restyling della Business Lounge che dovrebbero concludersi a metà Settembre 2025.
Nel 2020, al fine di mitigare i rischi per la popolazione e le attività nelle aree lungo le direzioni di decollo e atterraggio, è stato approvato il Piano di Rischio Aeroportuale (PRA), obbligatorio ai sensi del Codice della navigazione italiano.

## Dati tecnici

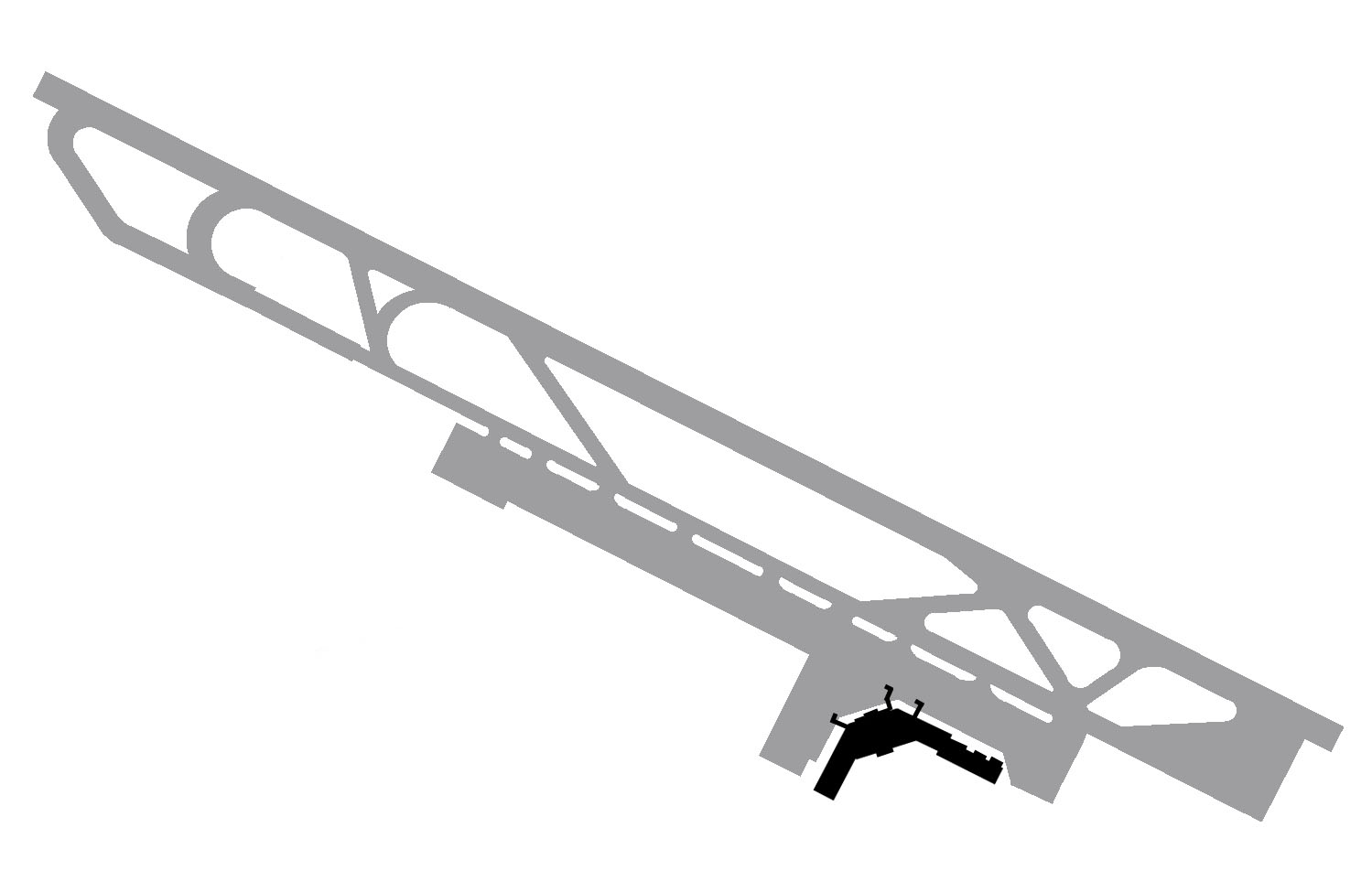
Mappa dell'aeroporto

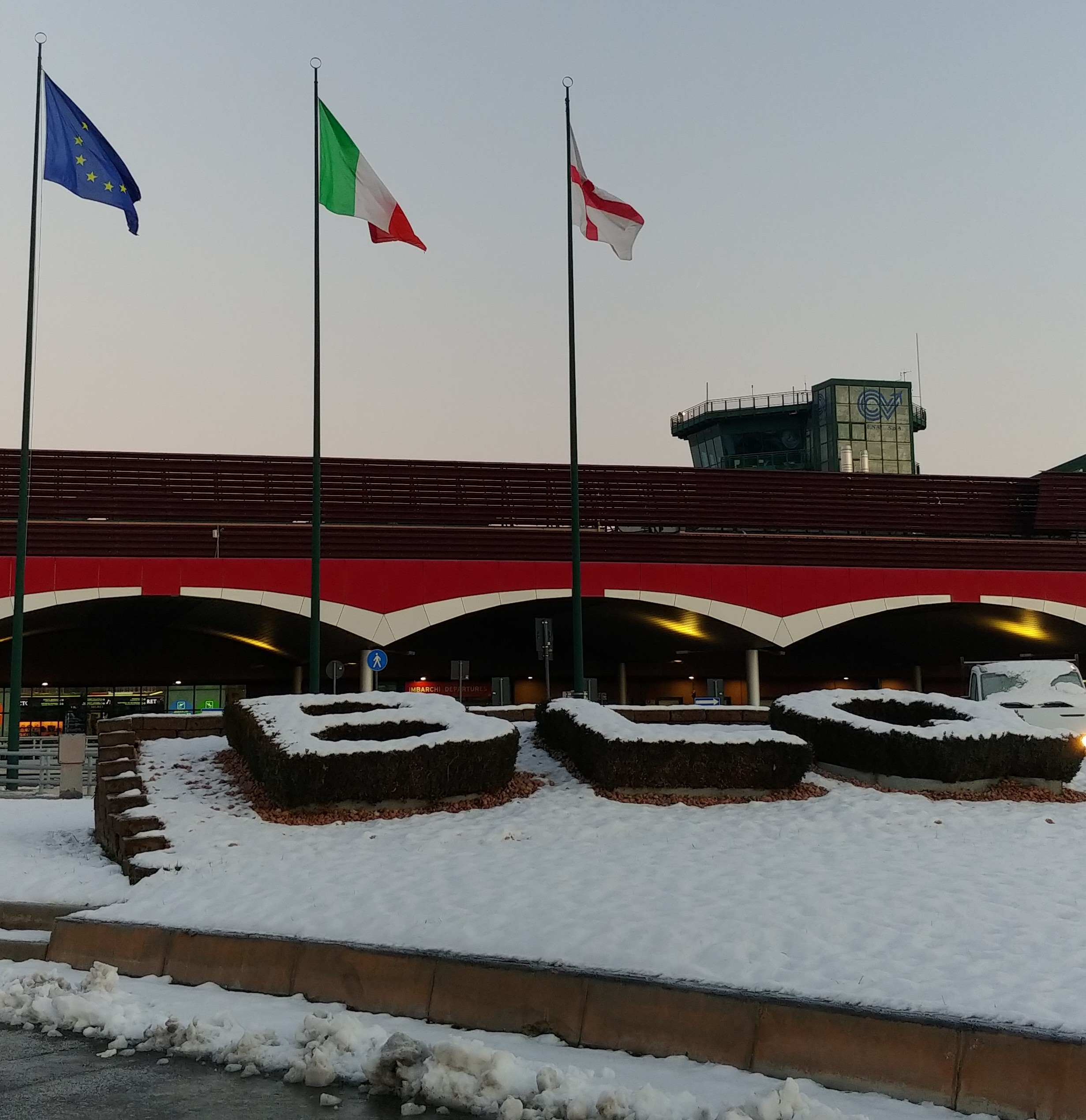
Il piano superiore del Terminal passeggeri adibito alle partenze

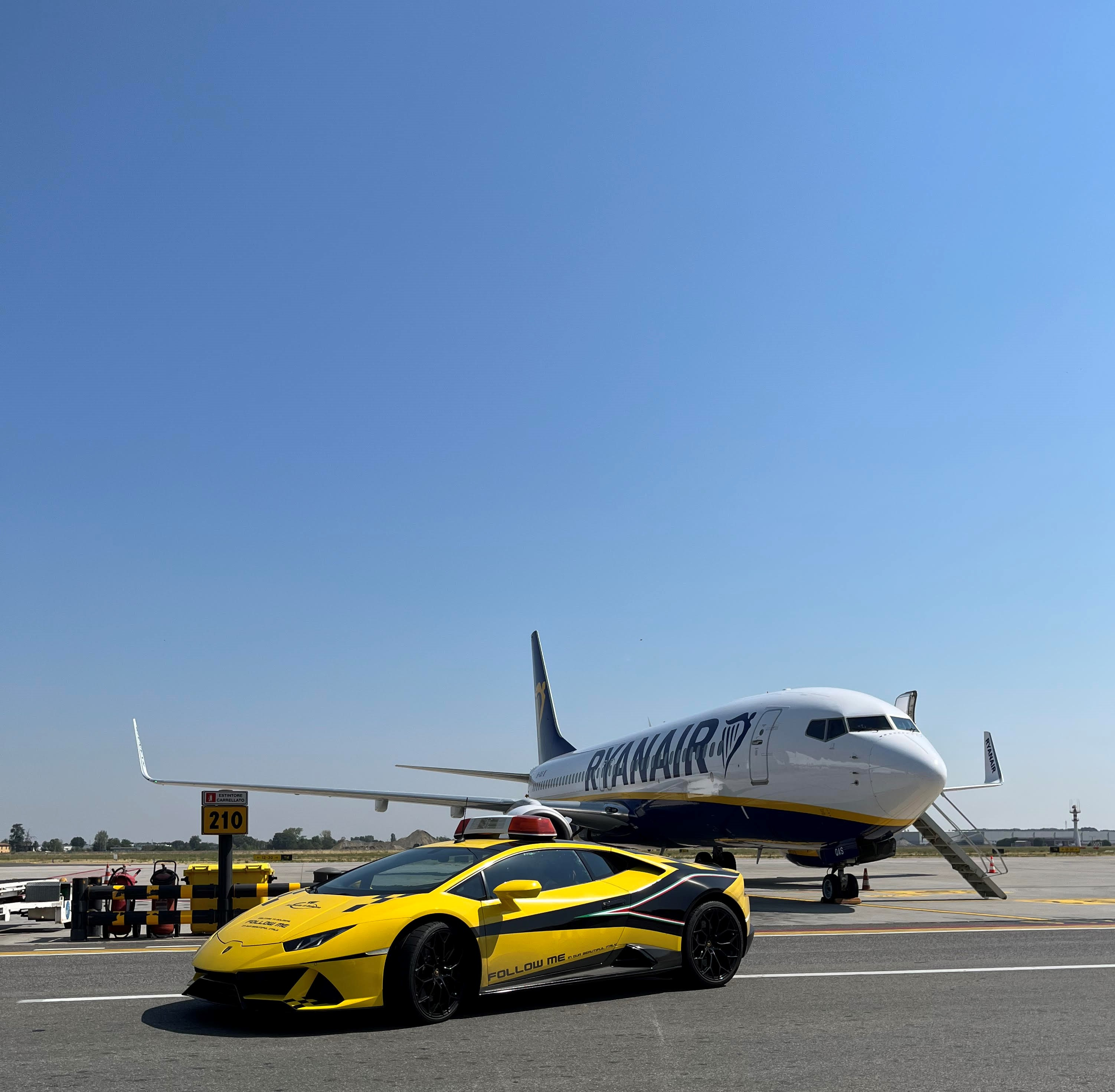
La Lamborghini Huracán Evo usata come "Follow Me"

L'Aeroporto di Bologna si estende su un sedime di 2 450 000 m² ed è dotato di una pista di 2803 m, completamente rinnovata in Settembre 2020, la cui larghezza è di 45 m e con orientamento 12/30. La superficie occupata dalla pista di volo è di 172000 m², dalla pista di rullaggio e dai raccordi è di 193158 m², dalla piazzola de-icing è di 29 000 m², sulla quale possono essere svolte le operazoni di de-icing per due aerei narrow-body in contemporanea o un aereo wide-body, e quella dei piazzali degli aeromobili è di 214352 m² composta da 34 stand per aerei passeggeri suddivisi in 3 Apron; 6 stand sono realizzati in doppia configurazione (ciascuno utilizzabile per due aerei narrow-body o un aereo wide-body), l'Apron 4 è composto da stand General Aviation per jet ed elicotteri privati (TAG Bologna).
La pista è orientata a 115° (o a 295°, a seconda della direzione di utilizzo). Essa è dotata di ILS e PAPI in entrambe le direzioni, precisamente di ILS CAT IIIB per la Runway RWY 12 e di ILS CAT I per la Runway RWY 30. Generalmente, per gli atterraggi, viene utilizzata la pista 12 (a ovest da Bologna). Durante le procedure di avvicinamento ILS gli aerei effettuano l'atterraggio con una prua orientata a 115° ed una frequenza NAV di 108,90. Nelle giornate in cui il vento spira da W – NW gli aerei in decollo ed atterraggio usano la pista 30 (a est da Bologna).
| RWY | TORA | ASDA | TODA | LDA  |
| --- | ---- | ---- | ---- | ---- |
| 12  | 2803 | 2803 | 2923 | 2493 |
| 30  | 2803 | 2803 | 2863 | 2441 |

## Terminal
L'Aeroporto di Bologna è formato da un unico Terminal (48.652 m²) che si sviluppa su due piani:
- Al piano terra nel lato land side si trovano tre isole check-in composte da 64 banchi, il banco informazioni e di accoglienza turistica, una zona adibita all'attesa dei passeggeri con assistenza speciale, le biglietterie delle compagnie aeree, vari esercizi commerciali e di ristoro, tra cui un supermercato Carrefour, nonché uno spazio espositivo dedicato alle Automobili Lamborghini, due uffici dell'Agenzia delle dogane e dei monopoli per il rimborso IVA, un ufficio Travelex per il cambio della valuta, gli uffici dei noleggi auto e, infine, la zona degli arrivi e l'ufficio assistenza bagagli smarriti.
- Al piano superiore nel lato land side si trovano l'accesso ai controlli di sicurezza, una sala adibita ai passeggeri con assistenza speciale, varie attività commerciali e di ristoro, l'ufficio della Polizia di Frontiera, un ufficio Travelex per il cambio della valuta, il varco staff & crew e la Marconi Business Lounge.
- Al piano terra il lato air side si trovano due aree: quella Schengen composta da sei nastri per la riconsegna dei bagagli e un accesso diretto alla sala imbarchi per i passeggeri in transito, e quella extra-Schengen, composta da cinque nastri per la riconsegna dei bagagli e dalle postazioni della Polizia di Frontiera e linee ABC-Gates per il controllo automatico dei passaporti biometrici. In questa zona dell'aerostazione sono inoltre collocati l'ufficio assistenza bagagli, gli uffici dell'Agenzia delle Dogane e della Guardia di Finanza.
- Al piano superiore al lato air side si trovano due aree, quella Schengen, a sinistra rispetto ai controlli di sicurezza, e quella extra-Schengen, a destra rispetto ai controlli di sicurezza e le postazioni della Polizia di Frontiera e linee ABC-Gates per il controllo automatico dei passaporti biometrici. In entrambe si trovano esercizi commerciali di diverso tipo, bar, ristoranti e il Duty Free Heinemann.
- Al piano terra lato esterno del Terminal, di fronte all'uscita principale, è presente la corsia Kiss & Fly adibita alla sosta veloce, la fermata dei Taxi, il parcheggio bus con collegamenti per le principali città, la fermata della navetta per raggiungere il parcheggio P4, la fermata del bus navetta di collegamento con l'Ospedale Maggiore[12].
- Al piano superiore lato esterno del Terminal, è presente la corsia Kiss & Fly, il parcheggio P Express Premium, la tabaccheria Relay e la passerella coperta che collega il Terminal passeggeri con la stazione di partenza del Marconi Express.

L'Aeroporto offre il servizio di assistenza ai passeggeri con ridotta mobilità tramite navette allestite appositamente per il trasporto dei disabili ed elevatori utilizzati per i passeggeri che non possono fruire delle scale dell'aeromobile.
Nella zona Ovest dell'aeroporto è collocato il Terminal di Aviazione Generale, TAG Bologna, società controllata al 100% da Aeroporto di Bologna. La TAG è composta da un Terminal passeggeri di 1 100 m², un hangar di 2 000 m² e da un piazzale dedicato di 22 000 m².
Nel sedime aeroportuale è presente il Terminal cargo utilizzato per trattare le merci in arrivo e partenza dai voli di aviazione commerciale. Esso è costituito da un edificio con una superficie di circa 4 500 m² suddiviso in due livelli: il piano terra, con le aree operative, il magazzino di temporanea custodia e altre aree di deposito, ed il primo piano, che ospita gli uffici degli spedizionieri e dei vettori operanti nello scalo. È stato inoltre realizzato un hub logistico DHL di 15 000 m² che ha quadruplicato la capacità di stoccaggio e smistamento delle merci.

## Dati di traffico

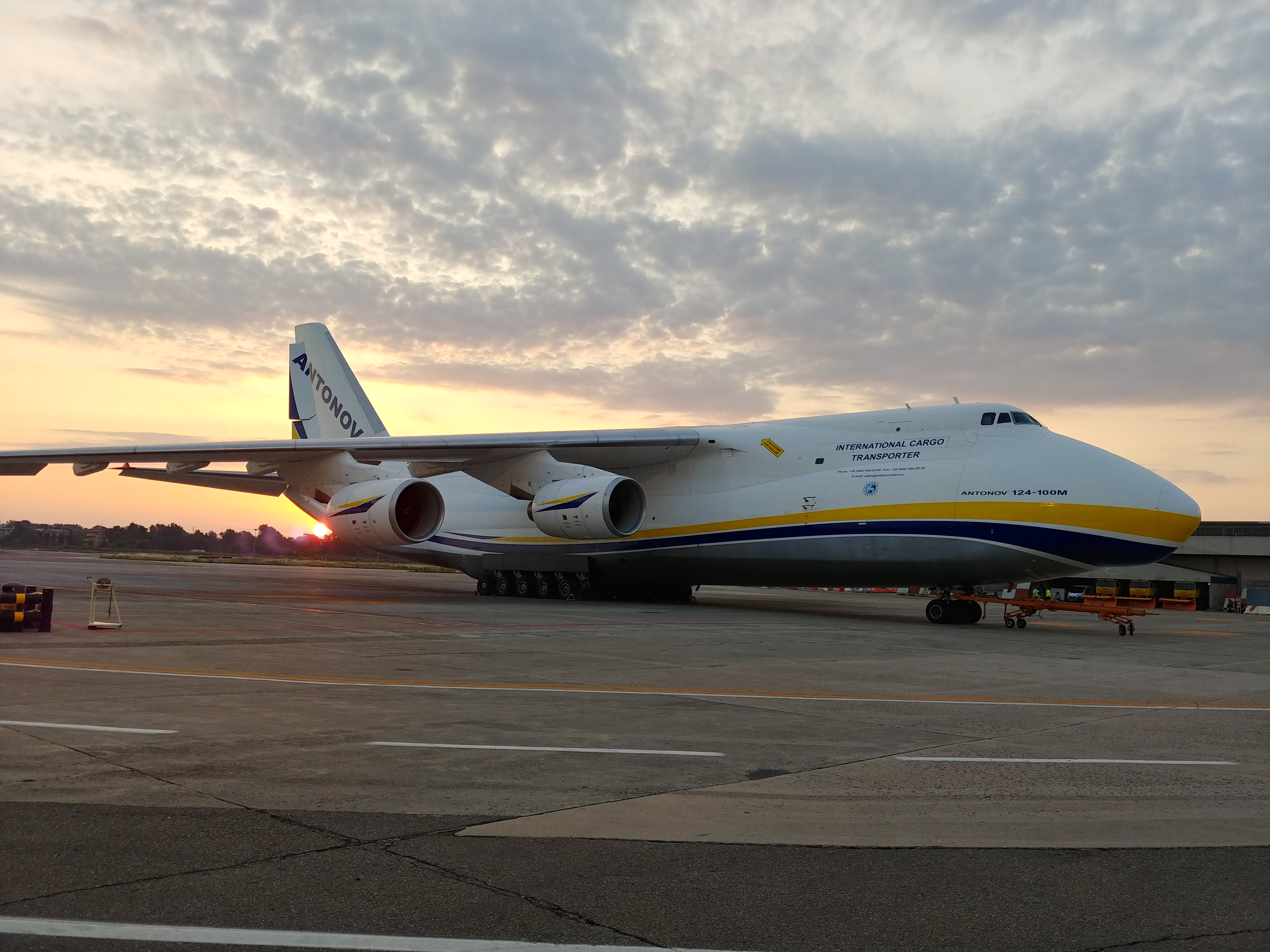
Un Antonov An124 in sosta impiegato per il trasporto di merci

Nel 2019 con 9.405.920 passeggeri è risultato essere il settimo aeroporto italiano più trafficato. I passeggeri su voli internazionali sono stati 7.439.577, mentre quelli su voli nazionali sono stati 1.957.731. Le 10 rotte più trafficate sono state Catania, Barcellona, Madrid, Francoforte, Londra Heathrow, Parigi Charles de Gaulle, Roma Fiumicino, Palermo, Londra Stansted e Amsterdam. I movimenti aerei sono stati 77.126, il traffico cargo è stato pari a 48.810 tonnellate, risultando quindi il quinto scalo italiano per volumi di traffico merci.
Nel 2020 con 2.506.258 passeggeri è risultato essere l'ottavo aeroporto italiano più trafficato, in calo rispetto al 2019 a causa del Covid-19. I passeggeri su voli nazionali sono stati 803.289 mentre quelli su voli internazionali sono stati 1.698.289. Le 10 rotte più trafficate sono state Catania, Palermo, Roma Fiumicino, Madrid, Barcellona, Londra Heathrow, Parigi Charles de Gaulle, Brindisi, Cagliari e Tirana. I movimenti aerei sono stati 30.139, il traffico cargo è stato pari a 43.378 tonnellate.
Nel 2021 con 4.096.287 passeggeri, è risultato essere l'ottavo aeroporto italiano più trafficato. I passeggeri su voli nazionali sono stati 1.535.859, mentre quelli su voli internazionali sono stati 2.560.428. Le 10 rotte più trafficate sono state Catania, Palermo, Bari, Brindisi, Barcellona, Tirana, Madrid, Parigi Charles de Gaulle, Amsterdam e Olbia. I movimenti aerei annuali sono stati 38.029, il traffico cargo è stato pari a 38.854 tonnellate.
Nel 2022 con 8.485.290 passeggeri, è risultato essere il settimo aeroporto italiano per traffico passeggeri. I passeggeri su voli nazionali sono stati 2.217.001, mentre quelli su voli internazionali sono stati 6.268.289. Le 10 rotte più trafficate sono state Catania, Barcellona, Palermo, Madrid, Parigi Charles de Gaulle, Bari, Tirana, Brindisi, Londra Heathrow e Francoforte. I movimenti aerei annuali sono stati 65.505, il traffico cargo è stato pari a 42.926 tonnellate.
Nel 2023 con 9.960.205 passeggeri, è risultato essere il settimo aeroporto italiano per traffico passeggeri. I passeggeri su voli nazionali sono stati 2.438.699, mentre quelli su voli internazionali sono stati 7.521.506. Le 10 rotte più trafficate sono state Catania, Barcellona, Palermo, Tirana, Parigi Charles de Gaulle, Madrid, Londra Heathrow, Istanbul, Francoforte e Brindisi. I movimenti aerei annuali sono stati 73.718, il traffico cargo è stato pari a 41.174 tonnellate.
Nel 2024 con 10.764.687 passeggeri, è risultato essere il settimo aeroporto italiano per traffico passeggeri, dato più alto mai registrato. I passeggeri su voli nazionali sono stati 2.657.532, mentre quelli su voli internazionali sono stati 8.107.155. Le 10 rotte più trafficate sono state Catania, Tirana, Barcellona, Palermo, Parigi Charles de Gaulle, Madrid, Istanbul, Londra Heathrow, Bucharest, Francoforte. I movimenti aerei annuali sono stati 77.650, il traffico cargo è stato pari a 45.466 tonnellate.

### Statistiche generali
Questo grafico non è disponibile a causa di un problema tecnico.
Si prega di non rimuoverlo.
Vedi la query Wikidata di origine.
| Anno | Passeggeri | Var. % | Movimenti | Var. % | Cargo (t) | Var. % | Posizione nazionale per passeggeri | Var.    |
| ---- | ---------- | ------ | --------- | ------ | --------- | ------ | ---------------------------------- | ------- |
| 2000 | 3 524 789  | 6,1%   | 61 909    | 2,0%   | 25 034    | 2,3%   | 7                                  | Stabile |
| 2001 | 3 440 051  | -2,2%  | 56 746    | -0,8%  | 26 197    | 4,6%   | 7                                  | Stabile |
| 2002 | 3 414 475  | -0,7%  | 54 956    | -3,2%  | 24 959    | -4,7%  | 8                                  | -1      |
| 2003 | 3 562 010  | 4,3%   | 56 738    | 3,2%   | 28 211    | 13,0%  | 8                                  | Stabile |
| 2004 | 2 908 271  | -18,4% | 44 804    | -21,0% | 21 106    | -25,2% | 10                                 | -2      |
| 2005 | 3 690 953  | 26,9%  | 54 157    | 20,9%  | 25 469    | 20,7%  | 10                                 | Stabile |
| 2006 | 4 001 436  | 8,4%   | 63 585    | 17,4%  | 32 465    | 27,5%  | 10                                 | Stabile |
| 2007 | 4 361 951  | 9,0%   | 66 698    | 4,9%   | 18.700    | -42,4% | 10                                 | Stabile |
| 2008 | 4 225 446  | -3,1%  | 62 042    | -7,0%  | 26 497    | 41,7%  | 10                                 | Stabile |
| 2009 | 4 782 284  | 13,2%  | 64 925    | 4,6%   | 27 329    | 3,1%   | 9                                  | 1       |
| 2010 | 5 511 669  | 15,3%  | 70 269    | 8,2%   | 37 800    | 38,3%  | 8                                  | 1       |
| 2011 | 5 885 884  | 6,8%   | 69 153    | -1,6%  | 43 788    | 15,8%  | 7                                  | 1       |
| 2012 | 5 958 648  | 1,2%   | 67 529    | -2,3%  | 40 645    | -7,2%  | 7                                  | Stabile |
| 2013 | 6 193 783  | 4,0%   | 65 392    | -3,2%  | 44 150    | 8,6%   | 7                                  | Stabile |
| 2014 | 6 580 389  | 6,2%   | 65 058    | -0,5%  | 41 789    | -5,3%  | 7                                  | Stabile |
| 2015 | 6 889 742  | 4,7%   | 64 571    | -0,7%  | 40 999    | -1,9%  | 7                                  | Stabile |
| 2016 | 7 680 992  | 11,5%  | 69 697    | 7,9%   | 47 709    | 16,4%  | 7                                  | Stabile |
| 2017 | 8 198 156  | 6,7%   | 71 878    | 3,1%   | 56 132    | 17,7%  | 8                                  | -1      |
| 2018 | 8 506 658  | 3,8%   | 71 503    | -0,5%  | 52 682    | -6,1%  | 8                                  | Stabile |
| 2019 | 9 405 920  | 10,6%  | 77 126    | 7,9%   | 48 810    | -7,3%  | 7                                  | 1       |
| 2020 | 2 506 258  | -73,4% | 30 139    | -60,9% | 43 378    | -11,2% | 8                                  | -1      |
| 2021 | 4.096.287  | 63,7%  | 38.029    | 40,9%  | 38.854    | 15,5%  | 8                                  | Stabile |
| 2022 | 8 485 290  | 107,1% | 65 505    | 72,3%  | 42 926    | 10,5%  | 7                                  | 1       |
| 2023 | 9.960.205  | 17,4%  | 73 718    | 12,5%  | 41 174    | -4,1%  | 7                                  | Stabile |
| 2024 | 10.764.687 | 8,1%   | 77.650    | 5,3%   | 45.466    | 10,4%  | 7                                  | Stabile |

## Trasporti e collegamenti

### Strade
L'aeroporto di Bologna è servito dalla Tangenziale di Bologna, raggiungibile dalle autostrade A1, A14 e A13.

#### Parcheggi
L'Aeroporto è provvisto di una serie di parcheggi (111.500 m²) con 5100 posti auto complessivi, è inoltre presente un servizio di ricarica per veicoli elettrici alimentato a pannelli fotovoltaici nel parcheggio P1 Terminal. Nel parcheggio P2 Business è disponibile il servizio Car Valet.

#### Autonoleggi e taxi
Al piano terra del Terminal sono presenti diverse società di autonoleggio. All'Aeroporto è disponibile il servizio di car sharing Corrente, il servizio TAXI gestito dall'azienda COTABO e CAT e da aziende private (NCC).

### Marconi Express

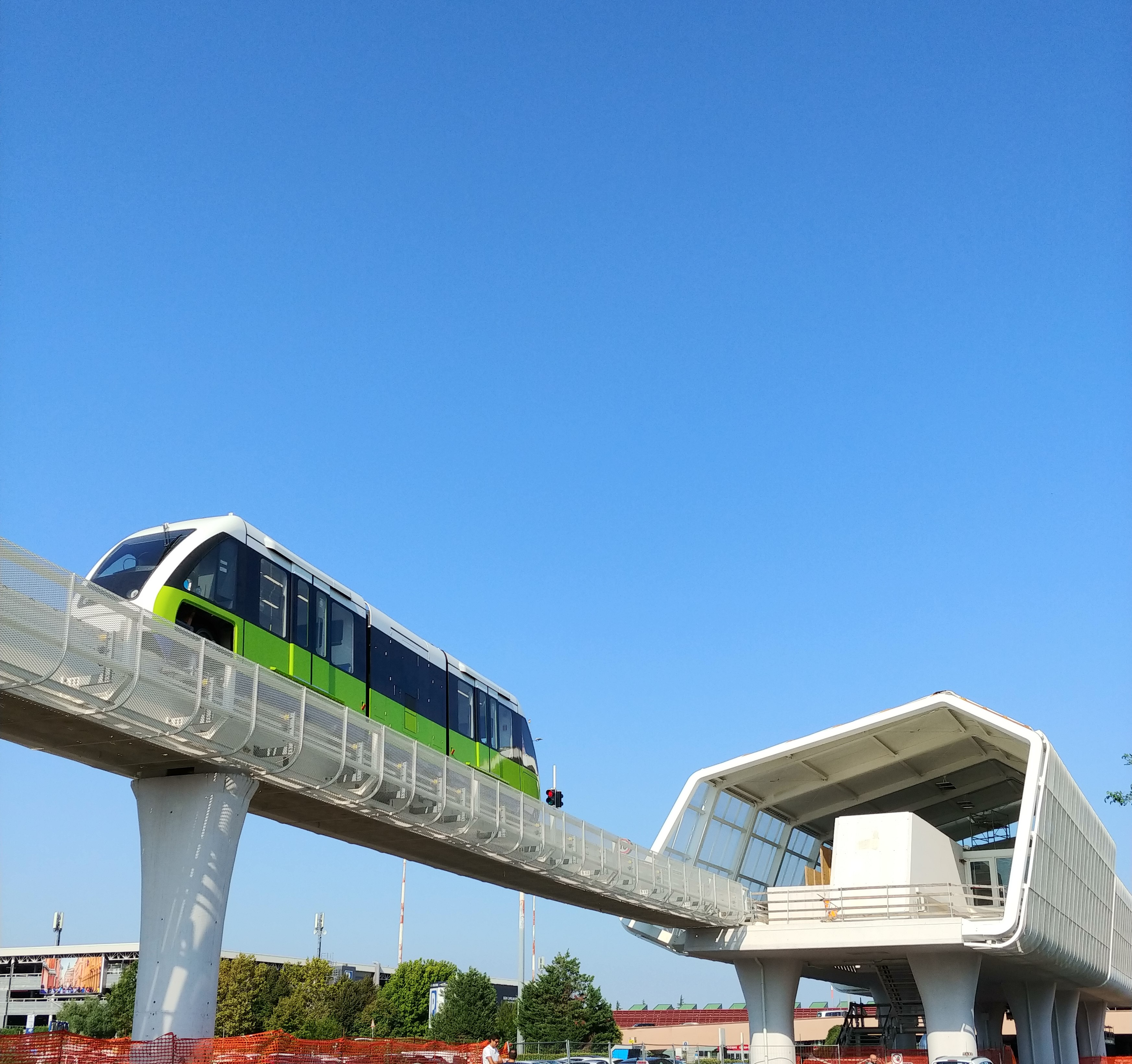
Il capolinea Aeroporto del Marconi Express che collega il Terminal passeggeri con la Stazione Centrale

Il Marconi Express è un people mover sopraelevato di 5,095 km che collega il Terminal passeggeri e la stazione di Bologna Centrale con una fermata intermedia al Lazzaretto e con un tempo di percorrenza di circa 7 minuti e 30 secondi da capolinea a capolinea; è attivo tutti i giorni dalle 05:40 alle 24:00 con 8 partenze l'ora. Le tre navette bidirezionali su ruote gommate, a trazione elettrica, sono composte ognuna da due vagoni, per una capienza di 48 passeggeri e con una velocità media di 40 km/h, permettendo una capienza oraria di 576 passeggeri. Il 35% dell'energia utilizzata è autoprodotta da pannelli fotovoltaici posti lungo il percorso della monorotaia.

### Autobus
Dal 19 novembre 2020, a seguito dell'avvio del Marconi Express, l'aeroporto è servito dalla linea bus urbana 944 ("Navetta Aeroporto"), gestita da TPER, che percorre la tratta Ospedale Maggiore-Aeroporto.
È inoltre attiva la linea bus integrativa 940 ("Marconi Express"), che collega la stazione centrale all'aeroporto negli orari in cui il servizio Marconi Express non è attivo, o ne integra il servizio negli orari di maggiore affluenza.
Ulteriori collegamenti tra centro della città, quartieri periferici e aeroporto sono assicurati dalla linea di autobus urbano 54, che ha un capolinea all'aeroporto e l'altro all'estremità ovest di Borgo Panigale, e dalle linee di autobus 81 e 91 le cui fermate sono in via della Birra, a circa 1300 metri.
L'aeroporto è inoltre collegato tramite servizi autobus giornalieri con numerose città tra cui Ferrara, Firenze, Modena, Rimini, Riccione, Repubblica di San Marino, Pesaro e Urbino e Reggio Emilia.

### Treno
La stazione ferroviaria più vicina all'aeroporto è la stazione di Bologna Borgo Panigale, sulla ferrovia Porrettana, a una distanza di 2,6 km dal terminal arrivi e partenze; la stazione di Calderara-Bargellino, sulla ferrovia Bologna-Verona, si trova a 4,3 km. Entrambe le stazioni sono coperte dal servizio ferroviario metropolitano di Bologna.

### Bicicletta

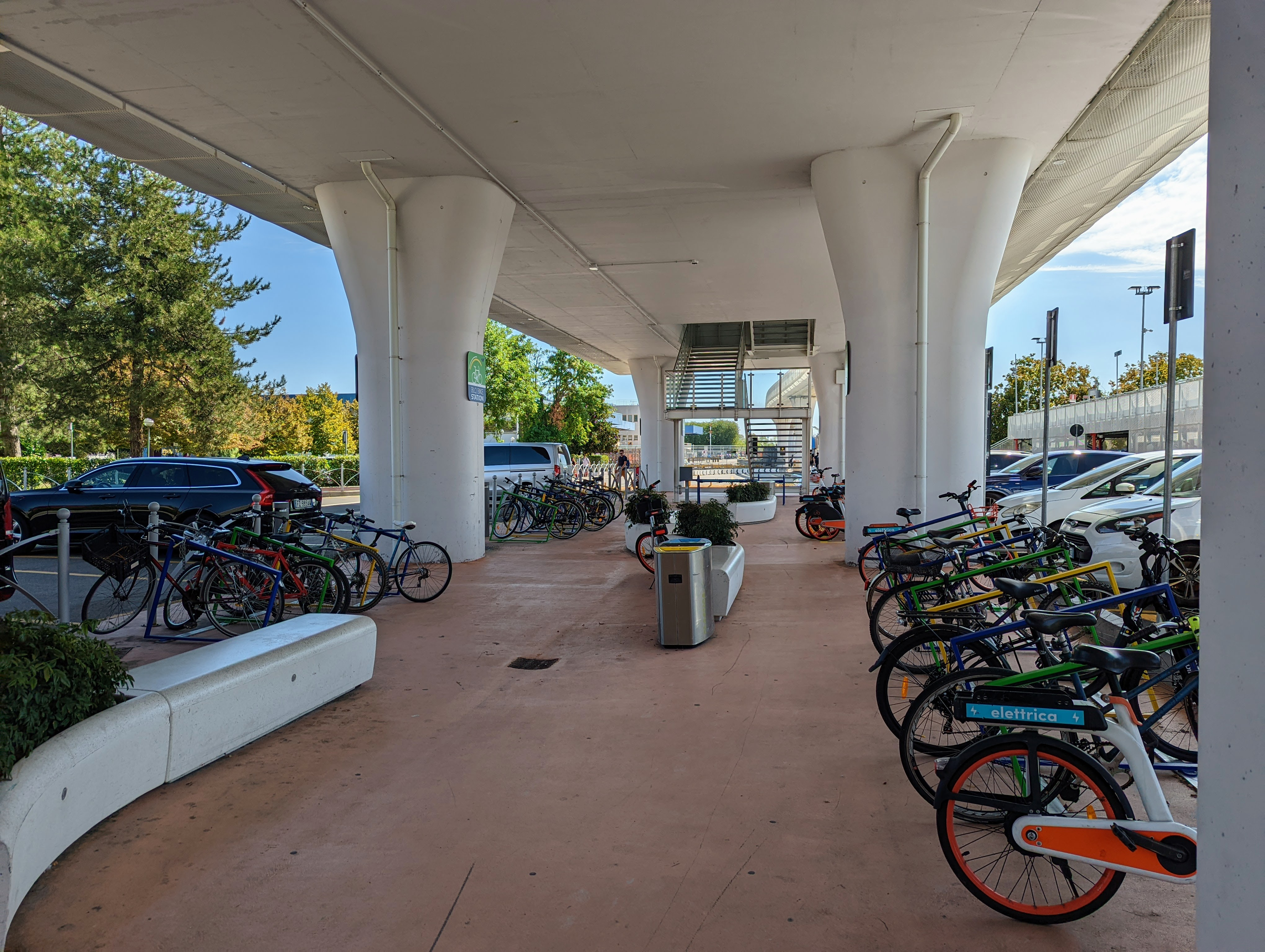
Il parcheggio biciclette "BLQ Bike Station", all'aeroporto Guglielmo Marconi di Bologna

L'aeroporto è servito da un'area di parcheggio bici, indicata come BLQ Bike Station e situata in uno spazio coperto nelle immediate adiacenze dell’ingresso principale del Terminal passeggeri.
L’area ospita 40 posti bici e 10 posti monopattino, una colonnina di manutenzione per le biciclette e una postazione del servizio comunale di bike sharing RideMovi.

### Altri aeroporti dell'Emilia-Romagna
- Aeroporto di Forlì
- Aeroporto di Modena
- Aeroporto di Parma
- Aeroporto di Reggio Emilia
- Aeroporto di Rimini-Miramare